# Shohei Ogura
Shohei Ogura (小椋 祥平 Ogura Shohei?, nacido el 8 de septiembre de 1985 en Chiba) es un futbolista japonés que se desempeña como centrocampista.

## Trayectoria

### Clubes
| Club                | País  | Año         |
| ------------------- | ----- | ----------- |
| Mito HollyHock      | Japón | 2004 - 2007 |
| Yokohama F. Marinos | Japón | 2008 - 2014 |
| Gamba Osaka         | Japón | 2015 - 2016 |
| Montedio Yamagata   | Japón | 2015        |
| Gamba Osaka sub-23  | Japón | 2016        |
| Ventforet Kofu      | Japón | 2017 -      |

## Estadística de carrera

### J. League
| Club                | Año   | J. League | J. League | Copa J. League | Copa J. League | Total | Total |
| Club                | Año   | Part.     | Goles     | Part.          | Goles          | Part. | Goles |
| ------------------- | ----- | --------- | --------- | -------------- | -------------- | ----- | ----- |
| Mito HollyHock      | 2004  | 15        | 0         | -              | -              | 15    | 0     |
| Mito HollyHock      | 2005  | 21        | 0         | -              | -              | 21    | 0     |
| Mito HollyHock      | 2006  | 30        | 1         | -              | -              | 30    | 1     |
| Mito HollyHock      | 2007  | 42        | 2         | -              | -              | 42    | 2     |
| Yokohama F. Marinos | 2008  | 12        | 0         | 3              | 0              | 15    | 0     |
| Yokohama F. Marinos | 2009  | 26        | 1         | 9              | 0              | 35    | 1     |
| Yokohama F. Marinos | 2010  | 31        | 0         | 5              | 0              | 36    | 0     |
| Yokohama F. Marinos | 2011  | 33        | 1         | 4              | 0              | 37    | 1     |
| Yokohama F. Marinos | 2012  | 4         | 0         | 2              | 0              | 6     | 0     |
| Yokohama F. Marinos | 2013  | 17        | 0         | 3              | 0              | 20    | 0     |
| Yokohama F. Marinos | 2014  | 19        | 0         | 2              | 0              | 21    | 0     |
| Gamba Osaka         | 2015  | 6         | 0         | 0              | 0              | 6     | 0     |
| Montedio Yamagata   | 2015  | 9         | 0         | 0              | 0              | 9     | 0     |
| Gamba Osaka         | 2016  | 2         | 0         | 0              | 0              | 2     | 0     |
| Gamba Osaka sub-23  | 2016  | 14        | 0         | -              | -              | 14    | 0     |
| Ventforet Kofu      | 2017  | 31        | 1         | 0              | 0              | 31    | 1     |
| Total               | Total | 312       | 6         | 28             | 0              | 340   | 6     |